# Jogging

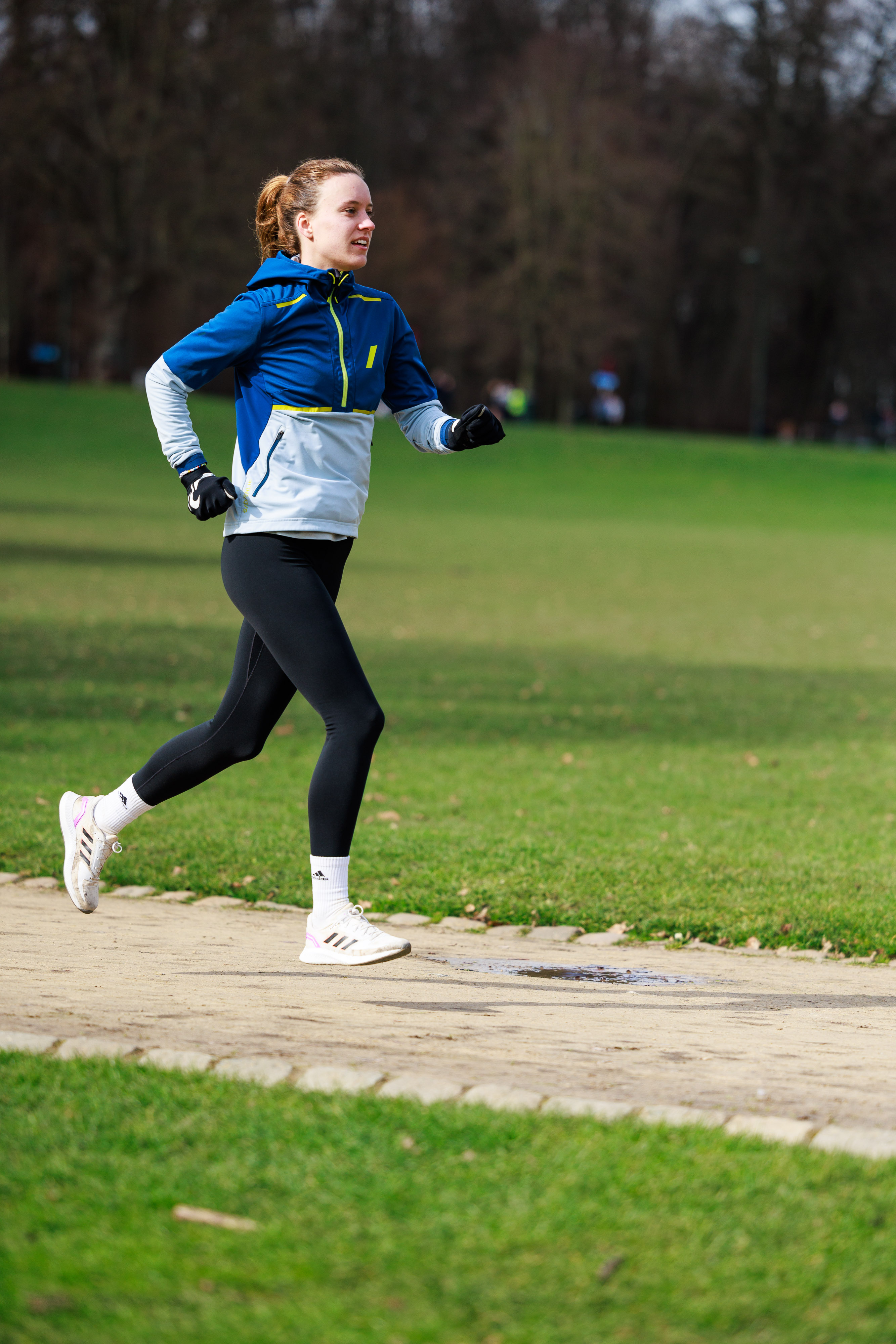
Donna che pratica jogging in un parco di Bruxelles

Il jogging (dal verbo inglese to jog, letteralmente «procedere a balzi»), detto anche con lo pseudoanglicismo footing, è una corsa a passo lento, tipicamente amatoriale. Ha lo scopo di aumentare il benessere fisico di chi la intraprende senza però subire lo stress derivato dalla corsa veloce. È solitamente svolta in ambiente urbano, come parchi pubblici o marciapiedi, ma è effettuabile su moltissimi tipi di terreno.  

## Definizione

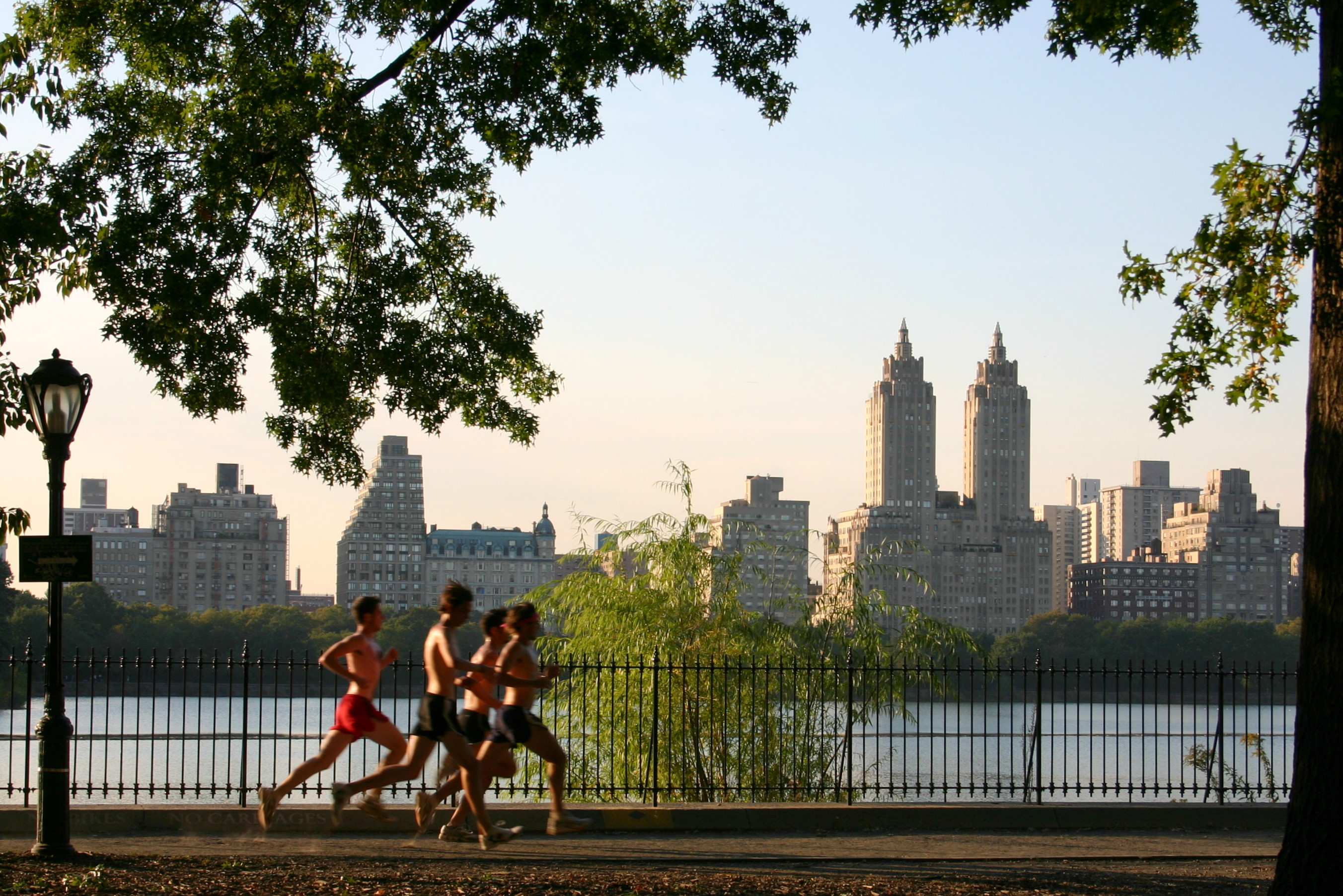
Il jogging in Central Park (New York, NY, USA)

Il jogging è divenuto molto comune in quanto è un esercizio aerobico, salutare per cuore e polmoni, praticabile da chiunque sia in un buono stato di salute. La pratica fu messa a punto e descritta dallo statunitense James F. Fixx che nel 1977 pubblicò il libro The Complete Book of Running dove ne venivano esposti i benefici. Ironia della sorte, Fixx morì a soli 52 anni stroncato da un infarto fulminante poco dopo la sua corsa giornaliera, a causa della pessime condizioni delle proprie coronarie affette da una grave forma di aterosclerosi.
La definizione di jogging, al confronto di quella della corsa, non è standard. George A. Sheehan, un cardiologo e corridore statunitense, è citato per aver affermato che «la differenza tra una persona che pratica jogging e una persona che pratica la corsa [in competizione] è un modulo di iscrizione» («the difference between a jogger and a runner is an entry blank»). Altri esperti sono più precisi, definendo il jogging una corsa sotto le 6 miglia orarie (10 minuti per miglio, 10 chilometri orari, 6 minuti per chilometro)
La maggior parte degli esperti concorda, nello stabilire la differenza tra la corsa e il jogging, che chi pratica quest'ultima attività corre ad una velocità inferiore ai 10 km/h. Dunque si potrebbe definire il jogging come una corsa leggera, volta a non affaticare l'organismo di soggetti non professionisti.

## Storia
Nel 1593 William Shakespeare in La bisbetica domata fece dire da Caterina a Petruccio «You may be jogging whiles your boots are green». Era un proverbio col significato di correre fino a che si era più preparati.
 L'etimologia della parola è sconosciuta; forse è legata alla parola del medio tedesco shog oppure fu una nuova parola onomatopeica dell'inglese del sedicesimo secolo.. L'uso del termine per riferirsi a questa forma di esercizio fisico è nato in Inghilterra alla metà del secolo diciassettesimo. L'uso divenne comune nel periodo imperiale britannico e nel 1884 l'autore australiano Rolf Boldrewood poteva scrivere nel suo racconto My Run Home «your bedroom curtains were still drawn as I passed on my morning jog» («le tende della tua camera da letto erano ancora chiuse quando ci sono passato davanti durante il mio jogging mattutino»).
Negli Stati Uniti il jogging era anche chiamato roadwork (letteralmente lavoro su strada) ad esempio dagli atleti come i pugili che, come parte dell'allenamento, abitualmente percorrevano in questo modo ogni giorno molti chilometri. Negli anni sessanta e settanta del ventesimo secolo in Nuova Zelanda la parola roadwork era più frequentemente soppiantata dalla parola jogging diffusa dall'allenatore Arthur Lydiard che contribuì alla sua diffusione tra la popolazione. L'idea del jogging come una regolare attività fu dibattuta in un articolo delle pagine sportive del New Zealand Herald il febbraio del 1962, ove si raccontava di un gruppo di ex atleti e appassionati di fitness che si riuniva una volta a settimana per praticare il jogging a fini di "benessere fisico e sociale". Poiché essi praticavano il jogging il giornale suggerì che definissero il loro club Auckland Joggers Club, e si pensa che questo sia stato il primo uso del sostantivo jogger. 
Nel 1962 l'istruttore di atletica Bill Bowerman dell'Università dell'Oregon, dopo aver praticato jogging con Lydiard in Nuova Zelanda, portò negli Stati Uniti il concetto di jogging come esercizio fisico regolare. Nel 1966 pubblicò il libro Jogging e nel 1967 pubblicò una nuova versione riveduta e corretta. Bowerman stabilì programmi di allenamento per uomini e donne di tutte le età. La popolarità di questi programmi aiutò la diffusione negli Stati Uniti dell'idea del jogging come esercizio per chiunque. Da allora negli USA e nel resto del mondo cominciarono a nascere associazioni di appassionati. La MABAC Running League è probabilmente pioniera in Gran Bretagna, essendo stata fondata nel 1977. Il primo jogger britannico fu Alan Blatchford che organizzò un gruppo di appassionati nella British Aircraft Corporation in Weybridge (ora British Aerospace). Ralph Henley portò persone alla causa nella Matthew Arnold School in Ashstead. Questa lega di corridori è attualmente attiva.

## Esercizio

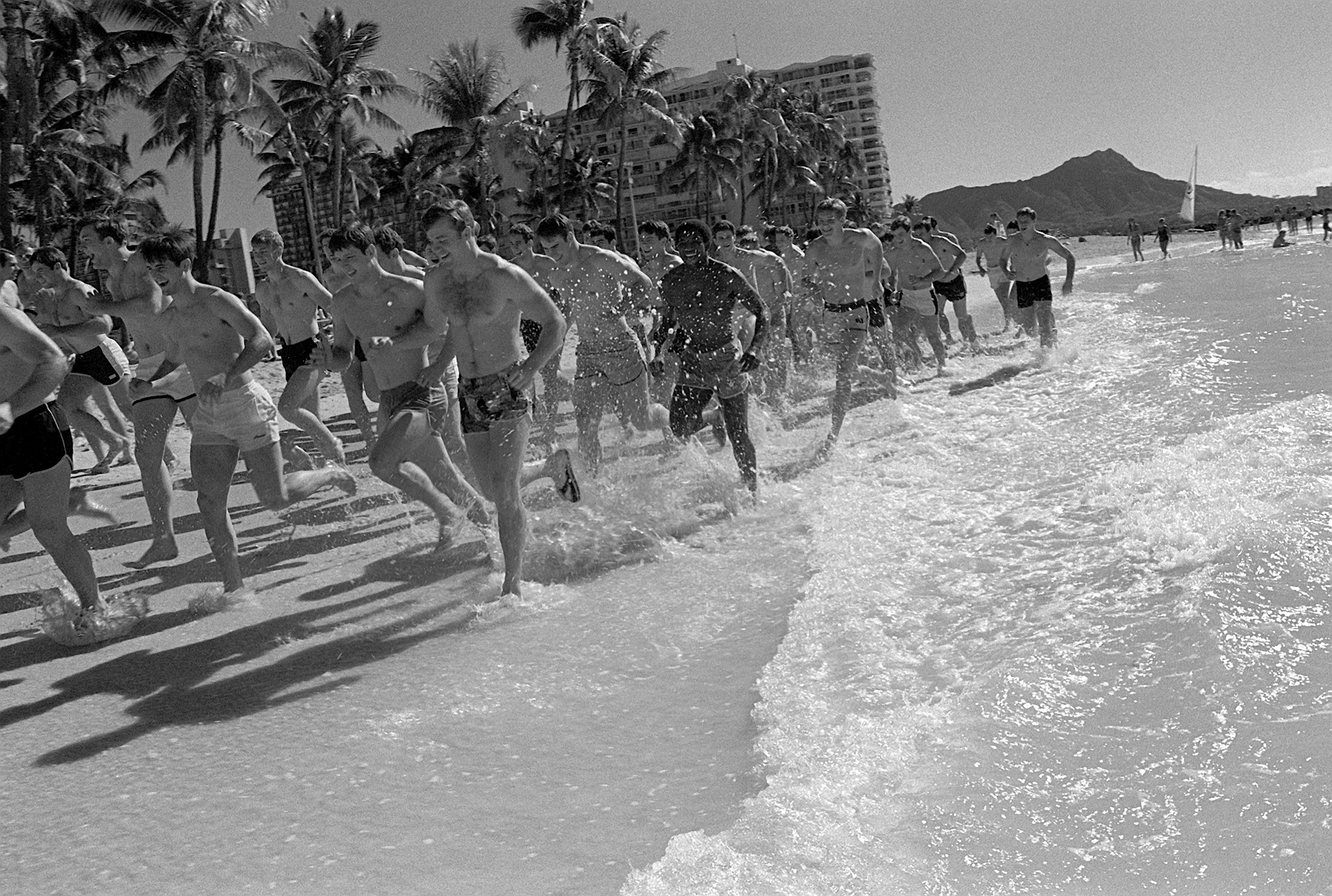
Membri del team di football americano della United States Air Force Academy American football mentre praticano jogging in Waikiki Beach, Hawaii

Il jogging è spesso usato da corridori professionisti come allenamento defaticante. Il corridore che ha completato una sessione di ripetizioni veloci di 400 metri a meno di 5 minuti per miglio, può intervallarla con una sessione di jogging a 8 minuti per miglio, come giro di recupero.
Come altri tipi di esercizio aerobico il jogging è un modo eccellente di migliorare l'apparato circolatorio, la densità minerale ossea e la resistenza fisica.

## Pratica
Il jogging ha un alto impatto sul corpo, affaticando in particolare le giunture del ginocchio. Ciò ha tuttavia un impatto benefico sull'area soggetta a stress. Molti praticano quest'attività per riuscire, dopo un dato periodo, ad affaticarsi di meno nel salire per le scale, camminare, nuotare e per facilitare la pratica di sport di vario genere.
È un eccellente rimedio per curare il cuore e la densità delle ossa, purché però ci si assicuri che la frequenza cardiaca si mantenga attorno all'intervallo di lavoro aerobico. Questo intervallo è prossimo al 75% della propria frequenza cardiaca massima. Poiché la frequenza cardiaca massima varia linearmente con l'età ed è pari a 220 - età, la frequenza cardiaca di lavoro aerobico è data da:
- 75% di (220 - la propria età)

Dunque per le età che variano dai 15 agli 80 si ottengono i seguenti dati:
- 220-15 = 205 => 75% di 205 = 153,75 (frequenza cardiaca aerobica indicativa di un quindicenne)
- 220-20 = 200 => 75% di 200 = 150
- 220-25 = 195 => 75% di 195 = 146,25
- 220-30 = 190 => 75% di 190 = 142,5
- 220-35 = 185 => 75% di 185 = 138,75
- 220-40 = 180 => 75% di 180 = 135
- 220-45 = 175 => 75% di 175 = 131,25
- 220-50 = 170 => 75% di 170 = 127,5
- 220-55 = 165 => 75% di 165 = 123,75
- 220-60 = 160 => 75% di 160 = 120
- 220-65 = 155 => 75% di 155 = 116,25
- 220-70 = 150 => 75% di 150 = 112,5
- 220-75 = 145 => 75% di 145 = 108,75
- 220-80 = 140 => 75% di 140 = 105 (frequenza cardiaca aerobica indicativa di un ottantenne)

La formula per il calcolo della frequenza massima cardiaca (FCM) "220 - la propria età" risulta piuttosto approssimativa, in quanto non tiene conto di diversi fattori che influenzano il suddetto valore. È perciò abitudine comune preferire la cosiddetta  formula di Tanaka, di più recente determinazione, per il calcolo dello FCM:
FCM = 208 - (0,7 × età)

## Cominciare
Abituare al jogging l'organismo di chi non ha mai corso o l'ha fatto saltuariamente o in passato non è facile come si tende a pensare. Gli esperti consigliano, per chi è agli inizi, di effettuare brevi sedute (o uscite) a giorni intermittenti, in cui si alterni la camminata con brevi tratti di corsa, anche di soli 30-40 m alla volta. Le sedute iniziali possono durare anche solo 20 minuti, l'ideale è, per chi è giunto più in avanti con l'esercizio, una media di 3 sessioni settimanali della durata di un'ora. Un individuo sano in genere raggiunge questo obiettivo nel giro di 6 mesi o un anno.
È sempre bene scegliere di fare jogging in pianura, ma per variare lo sforzo fisico sono consigliati dai professionisti almeno 100 m di salita non ripida, grazie alla quale l'organismo cominci ad abituarsi a una fatica maggiore che, di conseguenza, dal medio termine porta benefici non trascurabili: chi segue, infatti, un calendario fisso di jogging (ad esempio, 4-5 sedute a settimana di 41 minuti, che è la media per chi comincia a correre) generalmente nota benefici in un periodo non molto lungo quali il dimagrimento e il rafforzamento fisico, cui a lungo termine si aggiungono il rafforzamento delle ossa, la regolarizzazione del respiro (che diventa più resistente a sottoporsi a periodi di stress: molti cantanti praticano jogging prima dei concerti per questo motivo) e del battito cardiaco.
Per queste ragioni i medici consigliano il jogging sia ai ragazzi più giovani (perché aiuta a consolidare le ossa in fase di ossificazione, prima di raggiungere lo stato 5 del test di Risser, comune dalla maggiore età in poi), sia a persone di mezza età (perché aiuta a prevenire problemi quali l'osteoporosi) e sia agli ultracinquantenni (perché è un coadiuvante nella cura di tali eventuali problemi).
Ultima notazione va riservata al senso di benessere che consegue alla corsa, da mettere probabilmente in relazione alla produzione di endorfine e al rialzo della serotonina, da cui un lieve effetto antidepressivo; a differenza di altri sport dove il più accentuato agonismo porta più che altro alla produzione di adrenalina.